# 交響曲第1番 (プライス)
交響曲第1番 ホ短調は、フローレンス・プライスが作曲した1作目の交響曲。1932年に完成されて1933年6月にフレデリック・ストック指揮、シカゴ交響楽団の演奏で初演された。プライスにとり初の大規模管弦楽作品である本作は、アメリカ合衆国の主要オーケストラに取り上げられた初めての黒人女性作曲の交響曲となった。

## 概要
この作品はプライスが足を骨折して療養していた1931年1月から1932年初頭にかけて作曲された。1932年2月、彼女は本作と他の自作演奏会用作品を合わせ、ロッドマン・ワナメイカー・コンクールへと提出した。プライスの応募作品はいずれも評価され、そのうちこの交響曲が管弦楽作品で1等賞に輝き、500ドルを獲得したのであった。この受賞によってプライスは全国的に知られるようになり、シカゴ交響楽団のフレデリック・ストックの目に留まることになる。ストックは1933年6月に同オーケストラで本作を初演した。
ジューバと題された第3楽章の着想はジューバ・ダンスからもたらされている。これは「弦楽器が明るい旋律を奏する中、アフリカの打楽器群が打ち、叩くリズムがこだまする」ものとなっている。またドヴォルザークの交響曲第9番『新世界より』からも霊感を受けている。

## 楽器編成
フルート2、ピッコロ2、オーボエ2、クラリネット2、ファゴット2、ホルン4、トランペット2、トロンボーン3、チューバ、ティンパニ、打楽器、弦五部。

## 楽曲構成
4楽章構成で演奏時間はおよそ40分。
1. Allegro ma non troppo
2. Largo, maestoso
3. Juba Dance
4. Finale

## 評価
当初本作に寄せられた評価は好意的なものであったが、以降作品は比較的忘れられた状態となってしまった。2012年、米国公共ラジオ放送のボブ・マッキストンは本作を「再発見に値する初期アメリカの交響曲」と評した。彼はさらにこう続けている。
第1楽章にはアフロ・アメリカンの民謡に典型的に見出される旋律とリズムがあり、ドヴォルザークの「新世界交響曲」を思い起こさせる。続く緩徐楽章はプライスが生み出した感動的な讃美歌が目玉となる。後半2楽章はいずれも急速で、ジューバ・ダンスのコンセプトへの回帰である。フィドルやバンジョーを思わせるところあり、滑稽なスライドホイッスルの効果あり、そして3対2の旋律が繰り返され、それらがこの愛すべき作品を気まぐれな音で終結させるのである。